# Xã Crystal Lake, Michigan
Xã Crystal Lake (tiếng Anh: Crystal Lake Township) là một xã thuộc quận Benzie, tiểu bang Michigan, Hoa Kỳ. Năm 2010, dân số của xã này là 957 người.